# 압살롬의 난
압살롬의 난은 연합 이스라엘 왕국 다윗 왕 시기 다윗 왕의 아들 압살롬이 일으킨 반란으로 다윗과 이스보셋 분열 시기 이후 최초로 이스라엘 민족들이 자기끼리 싸운 대전이었다.

## 배경
당시 연합 이스라엘 왕국의 왕 다윗에게는 헤브론과 예루살렘에서 낳은 아들들이 무려 19명이 되었는데 아들들 사이에서는 권력 다툼이 심각하게 벌어졌다.
그러던 중 어느 날 다윗의 첫째 아들이자 이스르엘 여자 아히노암의 아들 암논이 다윗의 셋째 아들이자 그술 왕 달매의 딸 마아가의 아들 압살롬의 누이 다말을 강간하는 사건이 일어났다. 이 일로 압살롬은 암논을 미워하게 되었다.

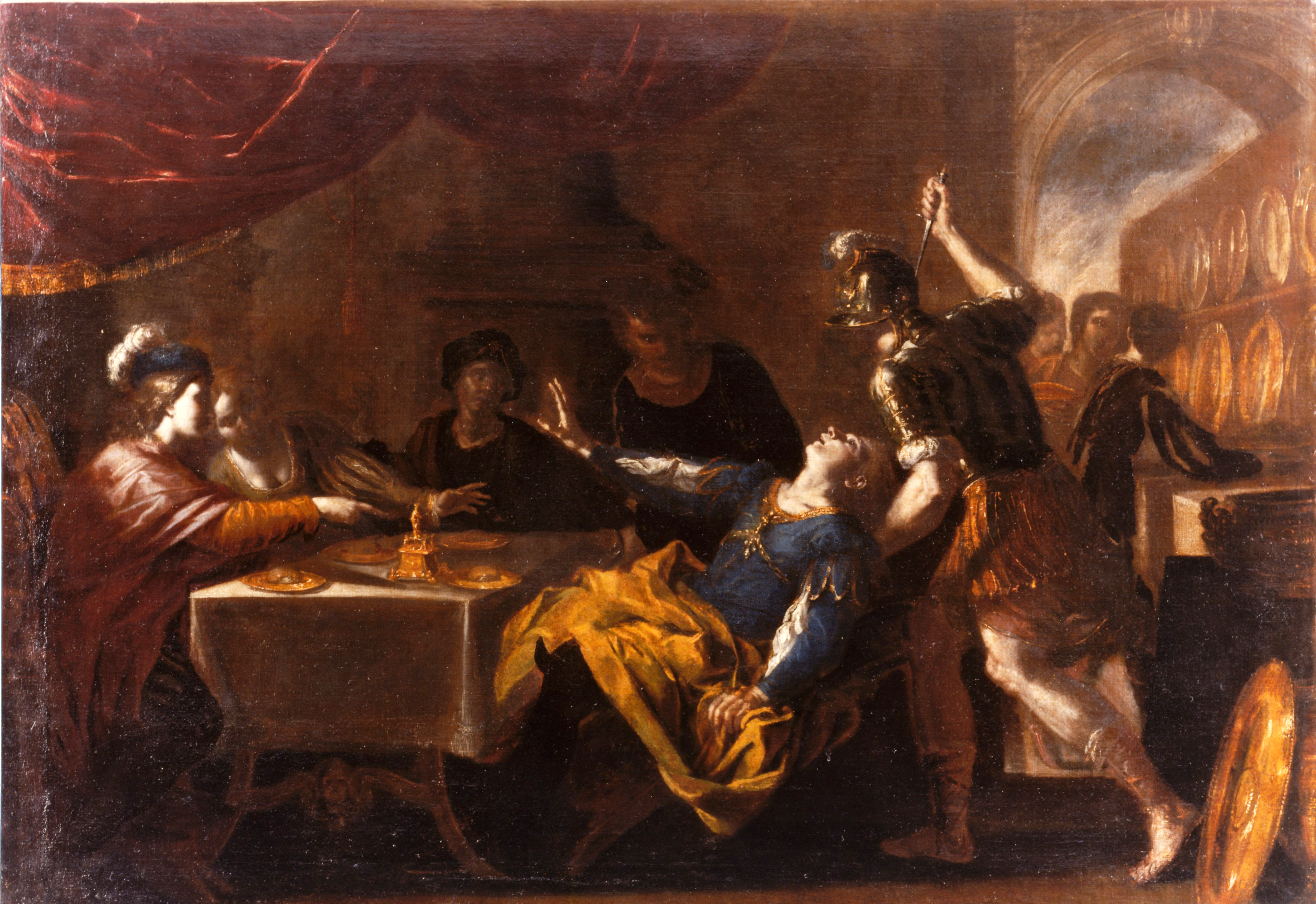
암논의 암살, 니콜 드 시몬의 작

2년이 지난 어느 날 압살롬은 형 암논을 포함한 여러 형제들을 에브라임 근처 바알 하초르에서 자신이 주최하는 연회에 초대하였다. 그리고 부하를 시켜 술에 취한 암논을 살해했고 이 일이 다윗에게로 알려지자 압살롬은 그술 왕 암미훗의 아들 달매에게로 도망가 3년 동안 살다가 다시 돌아왔다.
이에 다윗의 휘하 장수 요압이 압살롬에 대해서 반대했고 다윗도 압살롬을 보지 않았다. 이에 분노한 압살롬은 요압의 밭에 불을 질렀고 다윗은 압살롬과 화해했으나 압살롬은 오히려 반란을 준비했다.

## 전투 과정

### 반란의 준비와 시작
압살롬은 자기가 탈 병거와 말들을 마련하고 자기 앞에서 달리는 사람들을 50명이나 거느렸다. 그리고 매일 아침 성문으로 오는 사람들을 설득해 자기 편으로 만들게 했다. 4년 뒤 압살롬은 다윗의 허락을 받고 헤브론으로 떠나 자신의 지지 세력들을 모았고 사람을 보내 다윗의 고문인이자 길로 출신 사람 아히도벨도 불러냈다.
그리고 압살롬은 지지 세력들의 추대로 왕이 되어 드디어 대대적인 반란을 일으켰다.

### 다윗의 피신
반란이 일어나자 다윗은 자기 아들과 싸우는 것을 피하기 위해 사독 제사장과 그의 아들 아히마아스, 아비아달 제사장과 그의 아들 요나단과 언약궤는 예루살렘으로 돌려보내고, 백성들만 이끌고 요르단강을 건너 광야길로 피신했다. 그러자 다윗의 벗이자 에렉 출신 사람 후새가 압살롬을 교란시키기 위해 도성으로 들어갔고 압살롬은 예루살렘에 입성했다.
그러자 다윗의 부하이자 전왕 사울의 아들 므비보셋의 종 [[시바]가 나귀 한 쌍에 빵 200덩이와 건포도 100뭉치, 여름 과일 100개, 포도주 1부대를 싣고 다윗에게 식량을 지원했다. 다윗이 바후림을 지날 때에는 사울 집안의 친척이자 게라의 아들 시므이가 다윗에게 저주를 퍼붓고 돌과 흙을 던지기도 했다.

### 후새의 작전
압살롬과 아히도벨이 예루살렘 있던 중 압살롬을 교란시키기 위한 목적으로 도성에 들어간 다윗의 부하 후새가 압살롬에게로 접근했다. 압살롬이 아히도벨과 의견을 나누던 중 아히도벨이 1만 2000명의 군사를 뽑아 다윗의 뒤를 쫓자는 작전을 세웠으나 후새는 단에서 브엘세바에 이르기까지의 이스라엘 백성들을 불러 모아 압살롬이 직접 전투에 나가라는 작전을 세웠다.
이에 압살롬이 자신의 의견을 따르게 하는데 성공한 후새는 사독과 아비아달 제사장을 만나 소식을 전하고 [[요나단 (아바아달의 아들]과 아히마아스는 엔 로겔에 서 있다가 소식을 접하면 다윗에게 그 소식을 전하기로 했다.
결국 아히도벨은 자시 의견대로 되지 않는 것을 보고 나귀에 안장을 얹고 일어나 고향 성읍으로 돌아가 목을 매고 자살했다. 그리고 그는 제 아버지의 무덤에 묻혔다.

### 압살롬의 추격과 패배
다윗이 마하나임에 이르자 압살롬은 자신의 지지 세력과 합께 요르단강을 건너 다윗을 추격했다. 그러자 다윗은 요압 대신 요압의 어머니 스루야의 자매 나하스의 딸 아비가일과 혼인 관계인 이드라의 아들 아마사를 내세웠다.
다윗이 마하나임에 이르렀을 때 암몬 사람들이 성읍 랍바에서 나하스의 아들 소비가 왔고 로 로데발에서는 암미엘의 아들 마길이 왔고 로글림에서는 길르앗 출신의 사람 바르실래가 왔다.
이들은 다윗에게 침상과 접시, 질그릇을 가져오고 밀과 보리, 밀가루와 볶은 밀, 콩과 팥, 꿀와 엉긴 젖, 그리고 양과 쇠고기 등 각종 식량을 지원했다.
압살롬이 오자 다윗은 자신의 군사들을 사열해 천부장과 백부장들을 세워 출동시켰는데 1/3은 요압이, 1/3은 요압의 동생 아비새가, 나머지 군사는 갓 출신의 다윗의 휘하 장수 잇대에게 맡겼다.
군사들은 압살롬의 무리와 싸우려고 들판에 나갔고 전투는 에브라임 숲에서 일어났다. 거기에서 압살롬은 다윗에게 크게 패해 2만 명이 죽는 살육전이 벌어졌고 전투는 그곳 전 지역으로 번져 나갔다.

### 압살롬의 처형과 반란의 진압

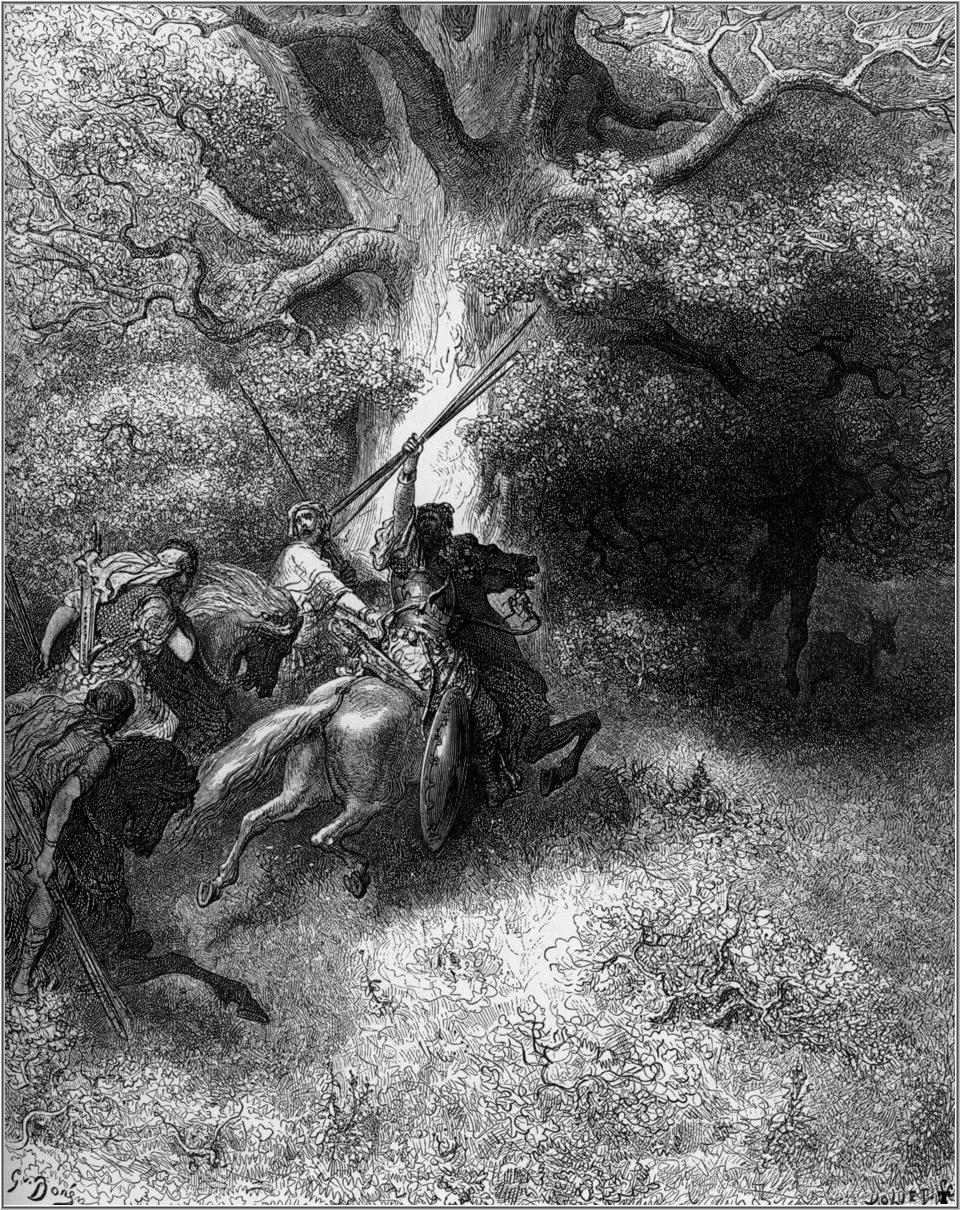
압살롬의 암살, 귀스타브 도어의 작

압살롬은 노새를 타고 도망가다가 다윗의 부하들과 마주쳤고 노새가 큰 상수리나무의 얽힌 가지들 밑으로 들어가는 바람에 압살롬의 머리카락을 상수리나무가 휘감아 결국 압살롬은 공중에 매달리고 말았다. 이를 본 한 군사가 요압에게 보고를 했고 요압과 젊은이 10명이 달려와 압살롬의 심장을 찌르고 내리쳐 그를 죽였다.
그리고 요압이 나팔을 불자 모든 군사들이 압살롬의 무리를 추격하는 일을 중지하게 하였다. 전투가 끝나자 요압의 군사들을 압살롬의 시체를 들어 숲 속 큰 구덩이에 던져 넣고 그 위에 커다란 돌무덤을 쌓았다.
압살롬이 죽자 모든 압살롬의 무리는 흩어져 제 집으로 돌아갔다.

### 다시 돌아오다
다윗은 사독의 아들 아히마아스에게 승전의 소식과 압살롬의 처형 소식을 보고받았다. 그러자 다윗은 크게 슬퍼했고 이를 본 요압이 백성들을 더욱 사랑하라고 설득했다.
이후 다윗은 귀환 준비를 했고 모든 백성들을 데리고 출발했다. 돌아오던 도중 요르단강에서 바후림 출신의 베냐민 사람으로 전에 바후림에서 다윗을 저주했던 시므이를 만났는데 그가 용서를 빌자 다윗은 그를 용서해주었다.
그리고 요나단의 아들이자 다윗에게 식량을 지원했던 므비보셋도 달려와 충성을 맹세했으며 길앗 사람이자 역시 다윗에게 식량을 지원했던 바르실래도 로글림에서 내려왔고 다윗은 그를 축복해주었다.
백성들이 모두 돌아옴에 따라 모든 일들은 마무리되었다.